# Sidengok
Sidengok is een bestuurslaag in het regentschap Banjarnegara van de provincie Midden-Java, Indonesië. Sidengok telt 2939 inwoners (volkstelling 2010).